# Ramsbottom
Ramsbottom è un paese di 14.635 abitanti della contea della Greater Manchester, in Inghilterra, già comune fino al 1974.